# Colurella sinistra
Colurella sinistra är en hjuldjursart som beskrevs av Carlin 1939. Colurella sinistra ingår i släktet Colurella och familjen Lepadellidae. Inga underarter finns listade i Catalogue of Life.